# Galphimia langlassei
Galphimia langlassei là một loài thực vật có hoa trong họ Malpighiaceae. Loài này được (S.F.Blake) C.E.Anderson mô tả khoa học đầu tiên năm 2003.